# هیگهفیلد-کسکد (مریلند)
هیگهفیلد-کسکد (به انگلیسی: Highfield-Cascade) شهری در ایالت مریلند کشور ایالات متحده آمریکا است که جمعیت آن در سرشماری سال ۲۰۱۰ میلادی، ۱٬۱۱۲ نفر بوده‌است.